# 雄物川町今宿
雄物川町今宿（おものがわまちいましゅく）は、秋田県横手市の大字。郵便番号は013-0205。人口は1,503人、世帯数は503世帯（2020年10月1日現在）。

## 地理
横手市西部、雄物川地域の中央部に位置しており、飛び地によって地域が2つに分かれている。東側の地域では市街地が形成されており、東で雄物川町砂子田、西で雄物川町深井、南で雄物川町造山・雄物川町東里、北で雄物川町沼館と隣接する。西側の地域は山間部が大部分を占めており、東で雄物川町深井、西と南で雄物川町大沢、北で雄物川町沼館と隣接する。
町内に横手市役所雄物川庁舎（雄物川地域局）などが所在し、雄物川地域の中心市街地となっている。
主要地方道である秋田県道13号湯沢雄物川大曲線が南北に縦貫し、市役所庁舎、雄物川図書館、雄物川体育館などが所在する。

### 河川
- 石持川

### 小字
- 字悪戸（あくと）
- 字出向（いでむかい）
- 字今宿（いましゅく）
- 字上作ノ瀬（かみさくのせ）
- 字上鶴田（かみつるた）
- 字郷（ごう）
- 字下谷地（したやち）
- 字下作ノ瀬（しもさくのせ）
- 字下鶴田（しもつるた）
- 字末館（すえだて）

- 字菅生沢（すごうさわ）
- 字高花（たかばな）
- 字鳴田（なるた）
- 字西ノ在家（にしのざいけ）
- 字ハアカ坂（はあかさか）
- 字棒突（ぼうつき）
- 字前田面（まえだおもて）
- 字猯袋（まみぶくろ）
- 字南田（みなみた）

## 世帯数と人口
2020年（令和2年）10月1日現在の世帯数と人口は以下の通りである。
| 丁目         | 世帯数  | 人口    |
| ------------ | ------- | ------- |
| 雄物川町今宿 | 503世帯 | 1,503人 |

### 人口の推移
以下は国勢調査による1995年（平成7年）以降の人口の推移。
| 年                 | 人口  |
| ------------------ | ----- |
| 1995年（平成7年）  | 1,718 |
| 2000年（平成12年） | 1,684 |
| 2005年（平成17年） | 1,778 |
| 2010年（平成22年） | 1,719 |
| 2015年（平成27年） | 1,611 |
| 2020年（令和2年）  | 1,503 |

## 小・中学校の学区
市立小・中学校に通う場合、学区（校区）は以下の通りとなる。
| 番地 | 小学校               | 中学校                 |
| ---- | -------------------- | ---------------------- |
| 全域 | 横手市立雄物川小学校 | 横手市立横手明峰中学校 |

## 交通

### 鉄道
町内に駅はない。最寄り駅は平鹿町醍醐にあるJR東日本・奥羽本線の醍醐駅。ほぼ同等の距離に柳田駅がある。
1971年まで横荘線が通っていたが、当時から駅は無かった。

### 道路
- 秋田県道13号湯沢雄物川大曲線（主要地方道）

## 施設

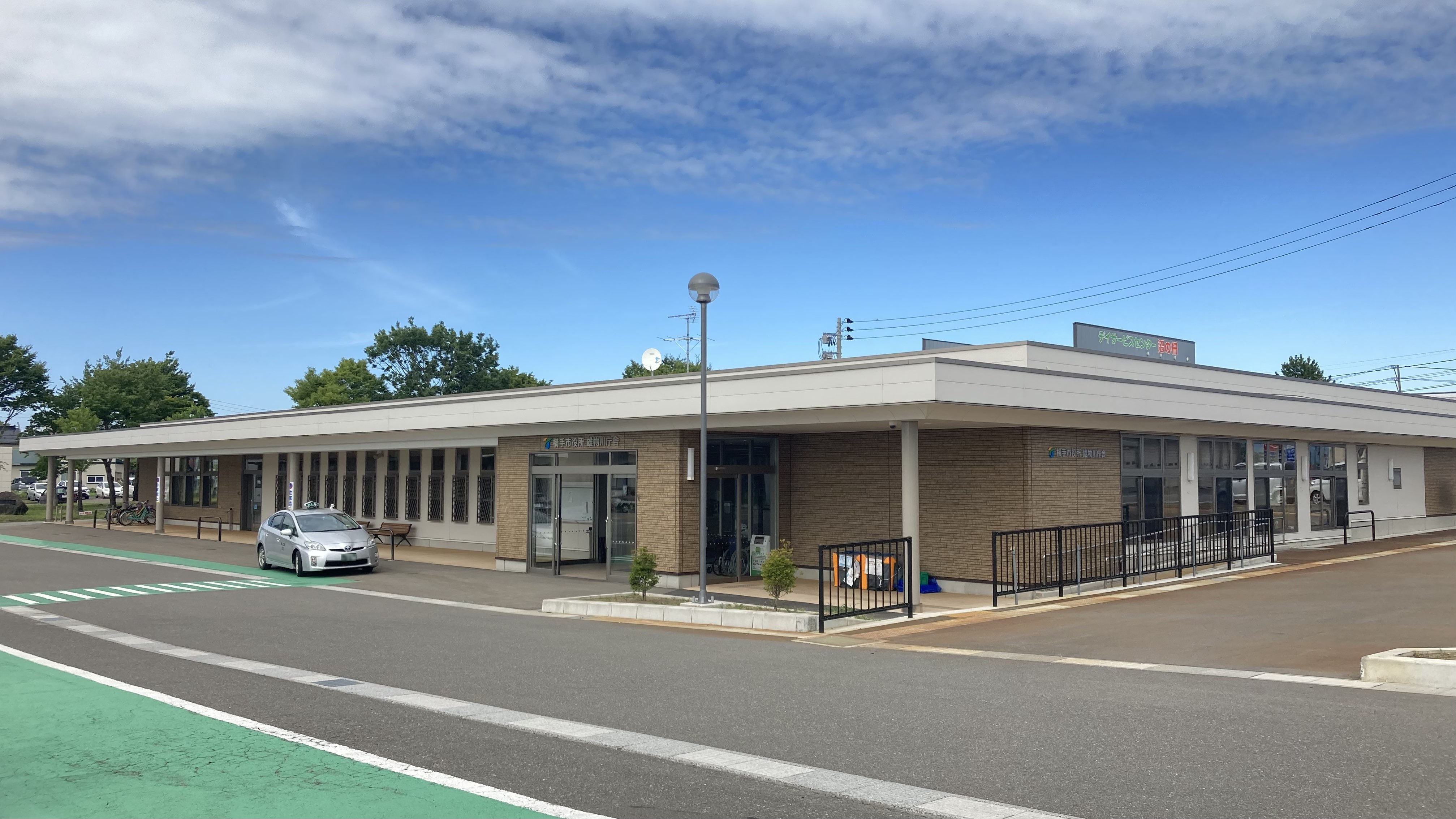
横手市役所雄物川庁舎（雄物川地域局）
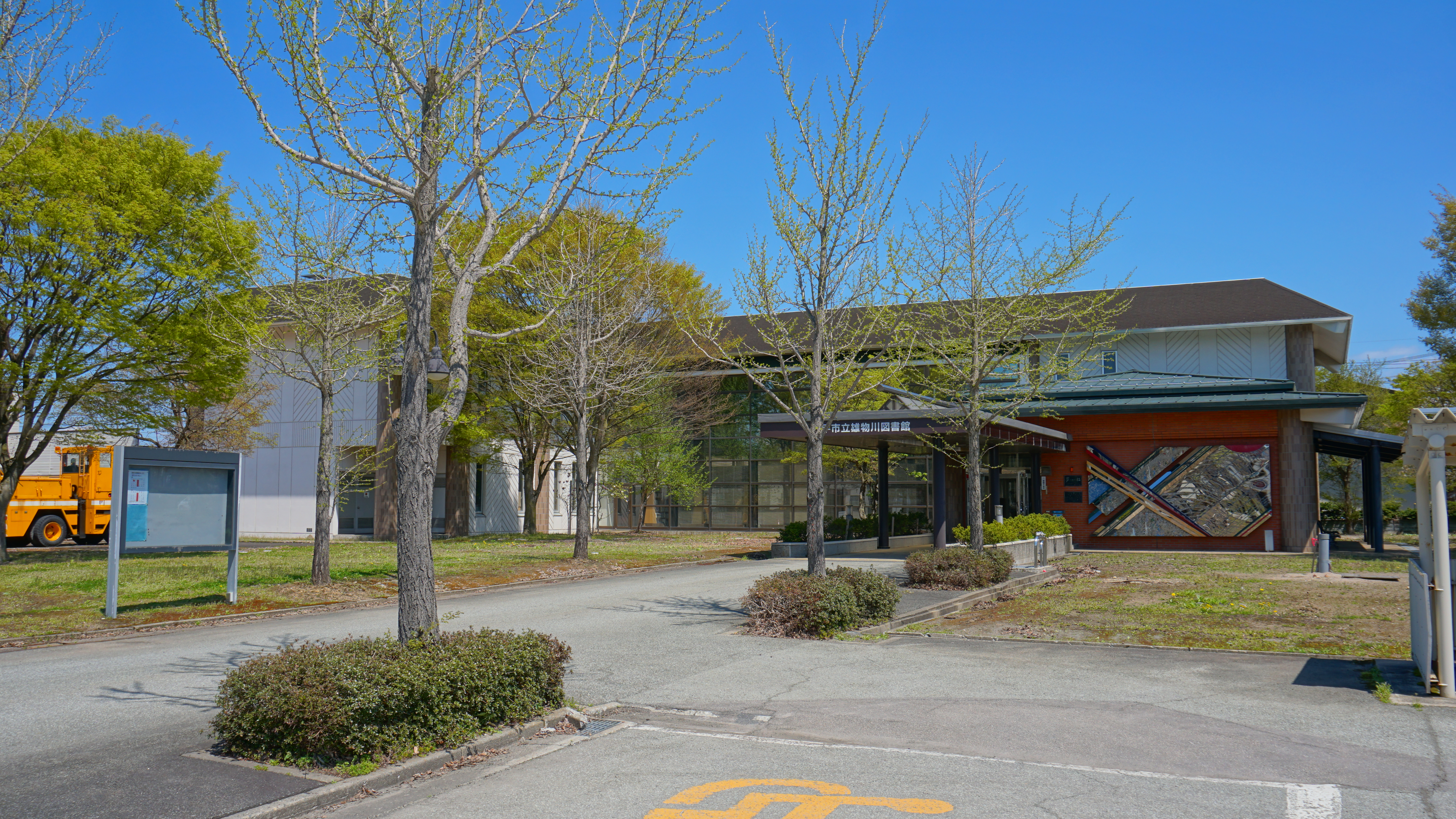
横手市立雄物川図書館
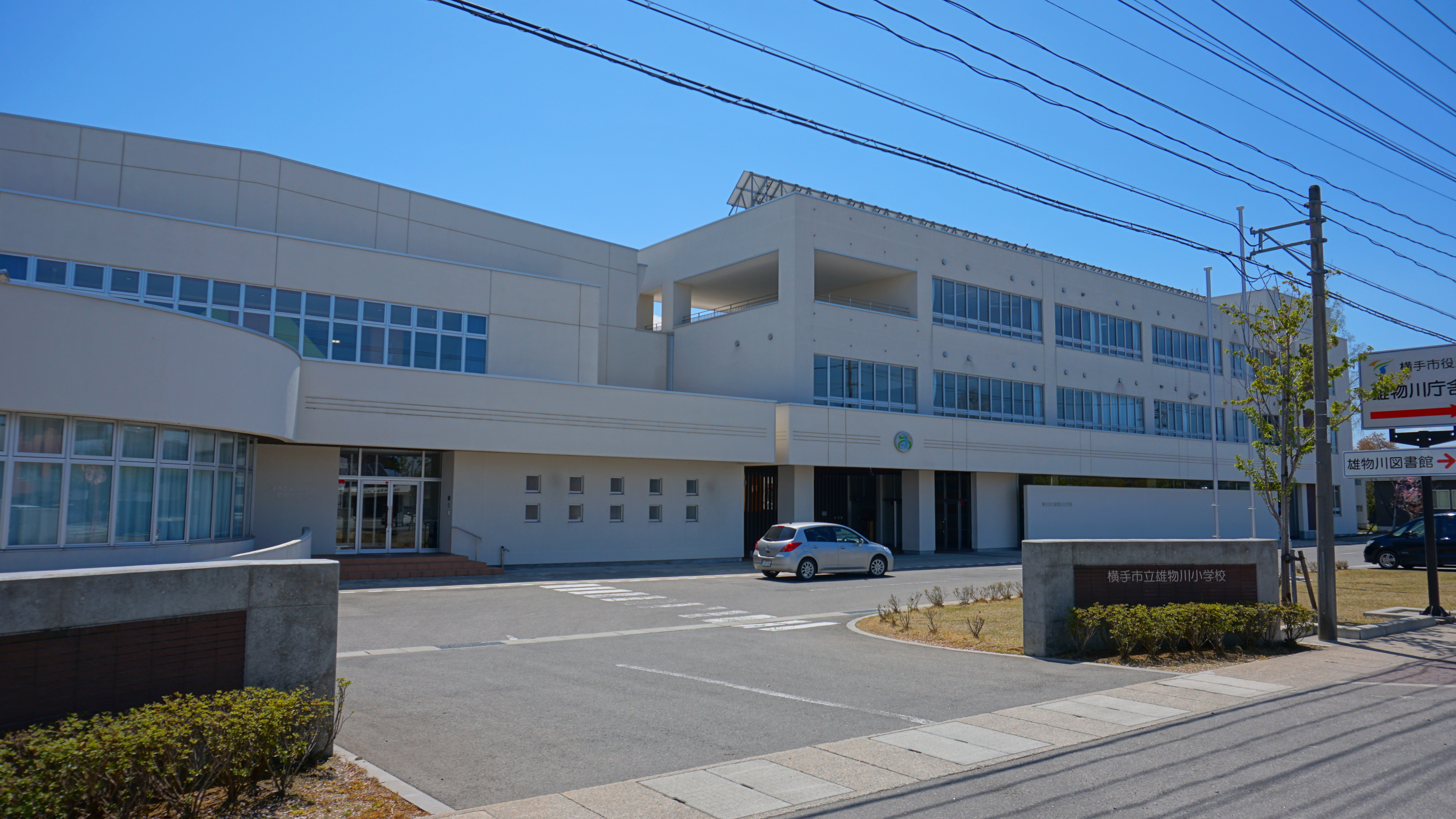
横手市立雄物川小学校
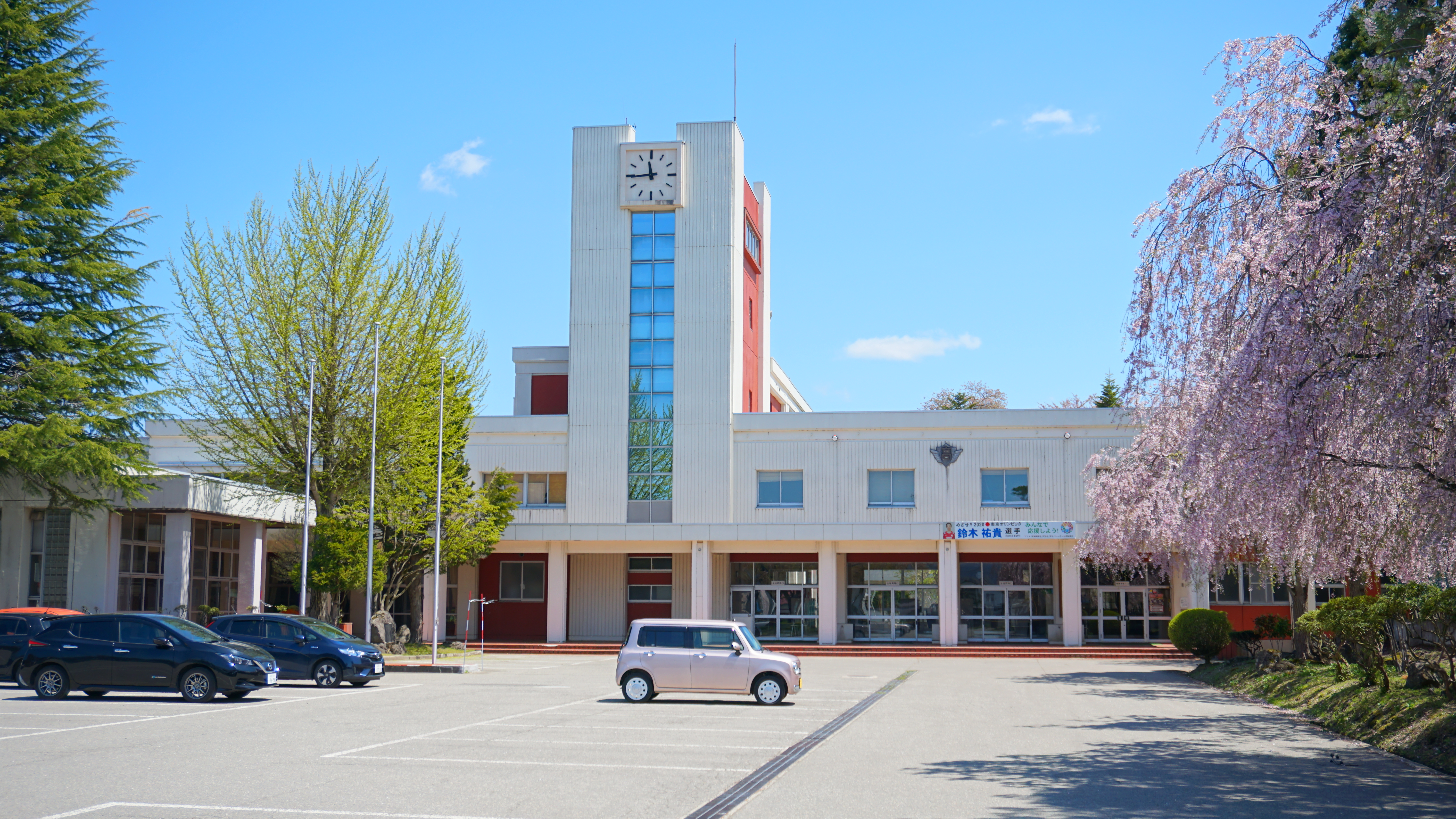
秋田県立雄物川高等学校
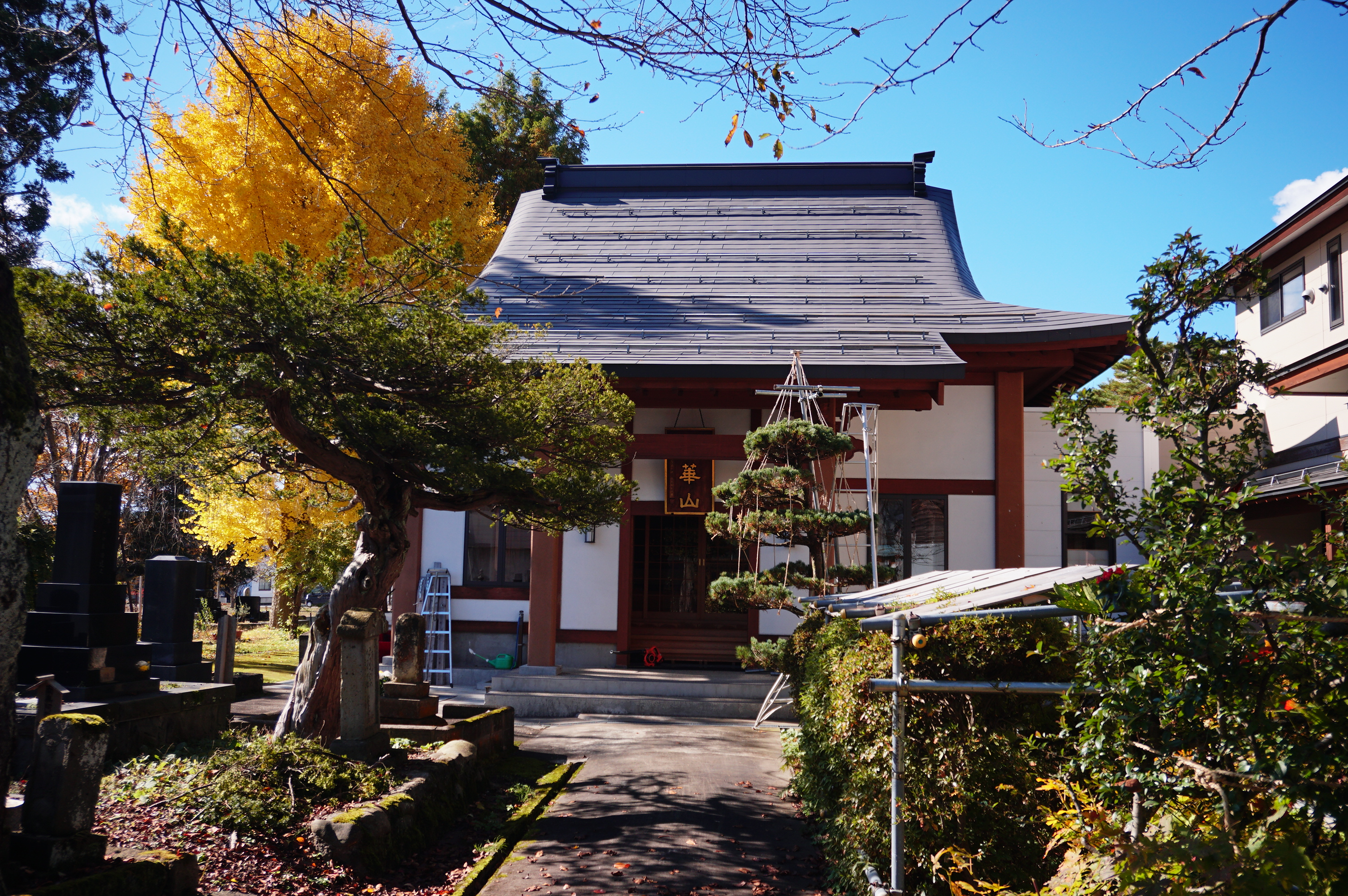
崇念寺

- 雄物川学校給食センター
- 横手市雄物川体育館
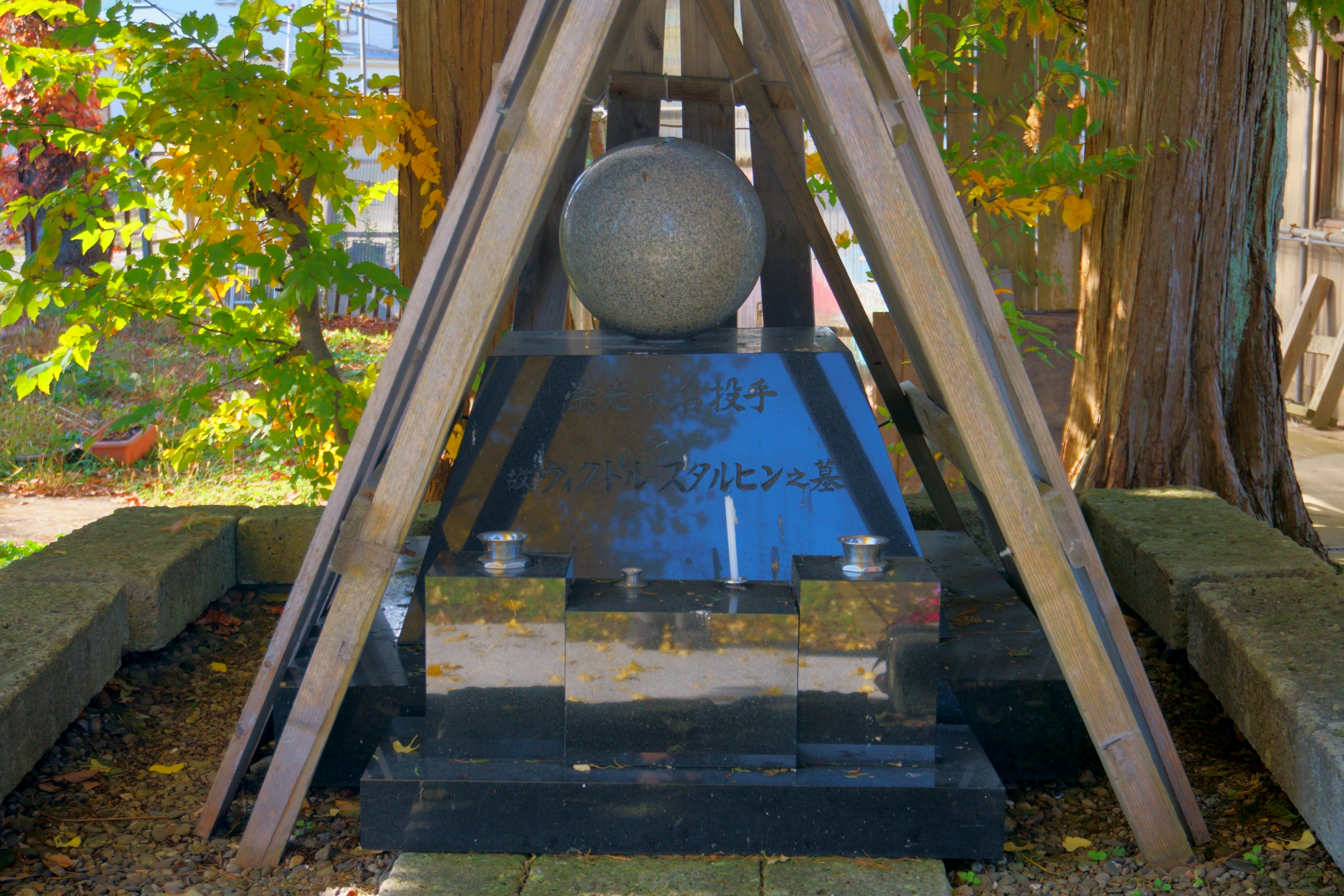
崇念寺
  - ヴィクトル・スタルヒンの墓
- セブン-イレブン 横手雄物川店
- 東北電力ネットワーク 沼館変電所

- 横手市役所雄物川庁舎
- 横手市立雄物川図書館
- 横手市立雄物川小学校
- 秋田県立雄物川高等学校
- 崇念寺
- スタルヒンの墓